# Dragutin Husjak
Dragutin Husjak (Zagreb, 4. ožujka 1926. – Zagreb, 3. rujna 1987.) bio je hrvatski veslač. Nastupio je na Olimpijskim igrama 1952. u Helsinkiju u osmercu s kormilarom gdje je natjecanje završio u polufinalu. Godine 1952. osvaja zlatnu medalja na prvenstvu Jugoslavije u veslanju u osmercu hrvatskog veslačkog kluba Mornar iz Splita.